# 輸卵管
輸卵管（ゆらんかん、英: Fallopian tube）または卵管（らんかん、英: oviduct）は、哺乳類や鳥類に存在する卵巣と子宮を結ぶ器官である。人間の成人女性の場合は、長さ約10cmの細い器官である。イタリアの解剖学者に因んでファロピウス管とも呼ばれる。その構造から卵管漏斗、卵管膨大部、卵管峡部に区別される。

## 概要
卵管漏斗は漏斗状の構造をしており、卵巣からの卵細胞を収容する。卵管膨大部は卵管漏斗と卵管膨大部の間にある太い管であり、生殖細胞の受精を促す場である。ここに到達した精子は、数日間劣化せずに残留することが可能である。卵管峡部は子宮に繋がる細管であり、受精卵を子宮へ運ぶ。ほとんどの哺乳類において卵管峡部を通過するのに4〜5日かかり、着床までの初期胚の発生の場となる。卵管膨大部と卵管峡部は、内輪走筋層と外縦走筋層の収縮による蠕動運動によって精子の運搬を行う。卵管の壁は粘膜・筋層・漿膜の3層からなり、粘膜上皮は単層円柱上皮である。
この卵管が詰まったり(閉塞)、狭くなったり(狭窄)する状態を卵管閉塞(卵管狭窄)という。不妊症の原因の一つとしても知られている。
卵管閉塞の症状はほとんどないため、不妊症で受診・検査した際に発見されることが多い。主な原因として、性感染症の一つであるクラミジア感染症、子宮内膜症、腹腔内の炎症による卵管周囲の癒着などが挙げられる。

## 鳥類の輸卵管
鳥類の輸卵管は、以下の部分に分かれる。
- 漏斗 - カラザを形成、受精の場
- 筒部 - 卵白を形成
- 峡部 - 卵殻膜を形成
- 子宮 - 卵殻を形成
- 膣 - クチクラ層を形成

鳥類では通常左側の輸卵管のみ発達して、右側のものは退化する。その理由は不明である。

## 哺乳類の輸卵管
爬虫類から進化した哺乳類では、輸卵管は卵管・子宮・膣へと進化しており、受精卵は体外へ排出されずに子宮へ留まる。従って哺乳類では通常、輸卵管とは呼ばない。